# Společenství Josefa Zezulky
Společenství Josefa Zezulky je v Česku 38. státem registrovaná církev a náboženská společnost. Její duchovní učení vychází z díla a odkazu Josefa Zezulky, tvůrce životní filosofie Bytí a její součásti biotroniky - náboženské nauky, kterou společenství vyznává. Společenství vede sanátor Tomáš Pfeiffer, žák a jediný pověřený pokračovatel Josefa Zezulky. Společenství má sídlo v Praze, Soukenická 21.

## Cíle
Cílem Společenství je předkládat a vysvětlovat životní filosofii Bytí i biotroniku tak, jak je přijal a ustavil Josef Zezulka. Tím se uskutečňuje a naplňuje jeho odkaz. Vše probíhá v duchu svobody myšlení: bohoslužbami, náboženskými úkony, duchovní službou a dalšími vhodnými formami.

## Historie
Počátky Společenství sahají až do roku 1945, kdy dochází k probuzení přinašeče duchovní nauky Josefa Zezulky. V následujících letech začíná tajně výuka prvých duchovních skupin. Od roku 1994 je duchovní nauka veřejně předkládána sanátorem Tomášem Pfeifferem. Roku 2023 Náboženský infoservis připomněl u příležitosti 70. narozenin jeho duchovní dráhu a historii náboženské společnosti.

## Organizační struktura

### Duchovní univerzita Bytí
Duchovní univerzita Bytí byla založena 30. března 1994. V současnosti je vzdělávacím systémem pracujícím v rámci Společenství Josefa Zezulky. Duchovní shromáždění probíhají po celé republice, zhruba 10x do měsíce. Každý den, 365 dní v roce, se koná ve 20.00 online duchovní obřad.  Každoročně se koná slavnost na hoře Říp, 30.3., v den narození Josefa Zezulky. 

### Biotronika Josefa Zezulky
Je evidovanou právnickou osobou podle zákona o církvích a náboženských společnostech. Byla založena dne 30. března 2015 za účelem naplňování poslání náboženské společnosti. Cílem je náboženskými a duchovními obřady, duchovní službou, biotronickým působením, péčí o duchovní život, osvětou napomáhat potřebným při oslabeních způsobených bioenergetickou nedostatečností.

### Sanátor - svaz biotroniků Josefa Zezulky
Je evidovanou právnickou osobou podle zákona o církvích a náboženských společnostech. Byla založena dne 30. března 2015. Je profesní komorou biotroniků. Posláním je sdružovat, školit a zajišťovat výuku adeptů v biotronice Josefa Zezulky, ustavovat je do praxe a garantovat odbornou úroveň takto ustavených biotroniků. Svaz byl partnerem např. Mezinárodního kongresu zdraví, který se konal v Praze v září 2023.